# MiniGSM
MiniGSM – produkt firmy Ericsson umożliwiający instalację kompletnej, niewielkiej sieci GSM w jednym kontenerze.
Wykorzystywany jest do zapewnienia łączności na terenach dotkniętych klęskami żywiołowymi lub działaniami wojennymi w sytuacji, gdy istniejąca infrastruktura telekomunikacyjna uległa zniszczeniu.

## Kwestie techniczne
Kontener o wymiarach 2230 × 1900 x 2160 mm zawiera Mobile Switching Centre (MSC), Home Location Register (HLR),
Kontroler Stacji Bazowych (BSC), stację bazową, anteny (które mogą być też zainstalowane na zewnętrznym maszcie), stację roboczą służącą do zarządzania siecią, baterie umożliwiające godzinę działania sieci bez zewnętrznego zasilania oraz klimatyzację.
System może pracować w standardach GSM 900, GSM 1800 i GSM 1900. Do systemu oprócz stowarzyszonej stacji bazowej można podłączyć także stacje zewnętrzne (które maksymalnie mogą pokryć obszar za pomocą około 20-30 komórek).

## Przykłady wykorzystania systemów MiniGSM
- Pomoc dla ludności dotkniętej trzęsieniem ziemi na Haiti w 2010[1]
- Pomoc dla ludności dotkniętej tsunami w Indonezji w 2005[2]
- Akcja humanitarna ONZ w Kabulu, 2002 rok[3]